# Arthropteris antun-gupffertiae
Arthropteris antun-gupffertiae är en spjutbräkenväxtart som beskrevs av Lawairée. Arthropteris antun-gupffertiae ingår i släktet Arthropteris och familjen Nephrolepidaceae. Inga underarter finns listade.